# 김계휘
김계휘(金繼輝, 1526년 ~ 1582년)는 조선 중기의 문신이다. 자는 중회(重晦), 호는 황강(黃崗)이며 본관은 광산(光山)이다. 좌의정(左議政) 김국광(金國光)의 현손(玄孫)으로 아버지는 지례현감(知禮縣監) 김호(金鎬)이며, 어머니는 전의이씨(全義李氏)로 공조정랑 이광원(李光元)의 딸이다.
1549년(명종 4) 식년문과에 을과로 합격해 사가독서(賜暇讀書)를 하고, 이후 검열, 홍문관 정자와 박사, 이조좌랑 등 청요직(淸要職)을 역임했다. 1557년 김홍도(金弘度)와 김여부(金汝孚)의 반목으로 옥사가 일어났을 때 김홍도의 당으로 몰려 파직당하자, 낙향하여 연산현의 벌곡 양산리에 정회당(靜會堂)을 설치하고 후학을 가르쳤다.
1562년 이조정랑에 복직되었으나 아버지 상중이어서 나가지 않았으며, 3년상을 마치고 벼슬길에 올라 사간(司諫)·집의(執義)·응교(應敎)·전한(典翰)·직제학 등을 역임하고, 1566년 문과 중시에서 장원 급제해 동부승지(同副承旨)·대사헌(大司憲)이 되었다.
1571년(선조 4) 이조참의·예조참의에 제수되어 사은사(謝恩使)로 명나라에 다녀왔으며, 황해도·전라도 관찰사를 거쳐 공조참판·형조참판과 동지의금부사(同知義禁府事) 등을 역임하였다.
1575년 동서 분당 때 심의겸(沈義謙)과 함께 서인으로 지목되었으나, 당파에는 깊이 관여하지 않고 오히려 당쟁완화를 위해 노력했다. 평안도 관찰사로 있다가 1581년 종계변무(宗系辨誣)를 위한 주청사(奏請使)로 북경에 다녀왔다. 1582년(선조 15) 예조참판에 올라 경연관(經筵官)이 되었다.
사후 이조판서에 추증되고, 나주의 월정서원에 배향되었다. 이후 논산시 연산면 고정리에 자손들이 건립한 재실인 모선재(慕先齋)에 아버지인 김호와 함께 제향되어 있다.

## 가족 관계[1]
- 조부 : 김종윤(金宗胤, 1472 ~ 1535)
- 조모 : 신우정(辛禹鼎)의 딸 영산 신씨(1472 ~ ?)[2]
  - 부친 : 김호(金鎬)
  - 모친 : 이광원(李光元)의 딸 전의 이씨
    - 여동생 : 김억금(金億今, 1523 ~ ?)
    - 여동생 : 김종녀(金終女, 1533 ~ ?)
    - 남동생 : 김은휘(金殷輝, 1541 ~ 1611)[3]
    - 남동생 : 김입휘(金立輝, 1547 ~ ?)
    - 남동생 : 김공휘(金公輝, 1550 ~ ?)
    - 부인 : 참찬(參贊) 신영(申瑛)의 딸 평산 신씨
      - 적장남 : 김장생(金長生, 1548 ~ 1631)
      - 며느리 : 조어화(曺於火, 1551 ~ ?)[4]
        - 손자 : 김은(金檃, 1567 ~ ?)
        - 손자 : 김집(金集, 1574 ~ 1656)
        - 손자 : 김반(金槃, 1580 ~ 1640)
        - 손녀 : 대구 서씨 서경휼(徐景霱)의 처(1575 ~ ?)
        - 손녀 : 청주 한씨 청녕군(淸寧君) 한덕급(韓德及)의 처(1581 ~ ?)

      - 장녀 : 김면생(金免生, 1555 ~ ?)
      - 사위 : 연일 정씨 정기명(鄭起溟, 1558 ~ 1589)
        - 외손자 : 정운(鄭沄, 1576 ~ 1644)
        - 외손녀 : 양주 윤씨 윤홍국(尹弘國)의 처

    - 측실(양첩) : 애종(愛從)
      - 서장남 : 김의손(金義孫, 1567 ~ ?)
      - 서3남 : 김경손(金慶孫, 1573 ~ 1613)
      - 서4남 : 김평손(金平孫, 1577 ~ ?)
      - 서차녀 : 김종생(金終生, 1583 ~ ?)[5]

    - 측실 : 이름 미상 
      - 서차남 : 김연손(金燕孫) - 조졸
      - 서장녀 : 윤경남(尹敬男)의 처

## 같이 보기
- 김계휘 신도비

1. ↑  선원록 참고
2. ↑  의창군의 외손녀
3. ↑  큰아버지인 김석(金錫)의 양자로 출계
4. ↑  조대건(曺大乾)의 딸로 정종(定宗)의 8남 임언군(林堰君)의 외고손녀
임언군 → 신여걸의 처 이씨 → 조광원의 처 신씨 → 조대건 → 조어화
5. ↑  김상용(金尙容)의 측실